# أي كي سيريوس
نادي أي كي سيريوس، المعروف أكثر باسم سيريوس هو نادي كرة قدم سويدي يلعب في الدوري السويدي الممتاز يقع في مدينة أوبسالا. 